# Nachtzuster
Nachtzuster is een Nederlands radioprogramma van Omroep MAX, gepresenteerd door Astrid de Jong. In het programma kunnen luisteraars vragen stellen die andere luisteraars proberen te beantwoorden.
Het programma wordt sinds september 2010 uitgezonden op NPO Radio 1. Aanvankelijk in de nacht van donderdag op vrijdag, sinds 2019 in de nacht van vrijdag op zaterdag, van 02:00 tot 06:00 uur.

## Format
Het programma draait om vragen die luisteraars kunnen stellen en waar andere luisteraars antwoord op (proberen te) geven. Soms ontstaat er discussie wanneer iemand het niet eens is met een gegeven antwoord. Astrid doet haar best om niet zelf antwoord te geven, maar dat lukt niet altijd. Het lukt meestal wel om de vraagsteller uit te dagen zijn/haar vraag duidelijker te formuleren.
Bellers krijgen eerst de regisseur (de portier) aan de telefoon; zijn ze verstaanbaar en willen ze ook echt iets vragen of beantwoorden, dan mogen ze "door". Willen ze alleen maar op de radio, dan niet.
Om zes minuten voor zes wordt het "opperhoofd" van de chatters 'Bagheera' gebeld voor de laatste onopgeloste problemen. En zo zijn aan het eind van de uitzending alle vragen beantwoord.
Iedere week om 4 over 4 draait Nachtzuster een discoplaatje. Welk nummer wordt bepaald door de donderdagse (en last minute) discopoll op Facebook.
De herkenningsmuziek van het programma is het muzieknummer Nachtzuster van de band Doe Maar.

## Presentatie
Astrid de Jong presenteert dit programma vanaf het begin. ‘Nachtbroeder’ Ron Vergouwen is De Jongs vaste vervanger. In de (zomer)vakantieperiode zijn er diverse presentatoren, zoals Ron Brandsteder in 2022.

## Waardering
Dit programma en De Jong zelf werden in 2017 beiden genomineerd voor de Zilveren Reissmicrofoon.
Zowel in 2016 als in 2019 ontving Nachtzuster de RadioFreak Award voor Beste Nachtprogramma.
Op 21 januari 2021 werd Nachtzuster verkozen tot beste nachtprogramma op de Nederlandse radio en ontving De Jong van vakmediaplatform Spreekbuis.nl de Nachtwacht Award 2021.

## Trivia
- Op 27 mei 2016 was de 300e uitzending.[6] De 500e was op 2 mei 2020. De 600e was op 23 maart 2024.
- In het begin van de coronapandemie (april 2020) maakte De Jong 4 afleveringen Avondzuster.
- Nachtzuster wordt nu ook uitgezonden op tv via NPO Extra, kanaal 81 (KPN en Ziggo)